# 萨德赫·拉希莫夫
萨德赫·哈吉亚拉利奥格雷·拉希莫夫（俄语：Садых Гаджи Ярали оглы Рагимов；1914年9月27日—1975年6月11日），阿塞拜疆人，苏联党和国家领导人。曾任阿塞拜疆苏维埃社会主义共和国纺织工业部、轻工业部、消费品工业部部长，占贾州长，阿塞拜疆苏维埃社会主义共和国部长会议主席等职务。

## 生平
- 1914年9月14日（格里历：9月27日）出生于沙俄巴库省巴拉哈尼的一个石油工人家庭。
- 1929年-1932年，巴库石油学院学习。
- 1932年-1937年，阿塞拜疆工程学院机械工程系学习。期间，1932年-1936年，巴库第二制鞋厂第二车间工人、技术员；巴库基洛夫机械厂技术员、车间主任。
- 1937年-1938年，巴库第二制鞋厂副总机械师。
- 1938年-1939年，巴库第二制鞋厂总机械师、厂长。1939年加入联共（布）。
- 1939年-1941年，联共（布）中央高级党校学习。
- 1941年-1942年，红军第160步兵师政治部长，参加莫斯科、斯摩棱斯克周边战斗，在维亚济马附近的战斗中负伤并被送到后方。后因伤病退役。
- 1942年-1946年，阿塞拜疆苏维埃社会主义共和国纺织工业副人民委员。
- 1946年-1949年1月，阿塞拜疆苏维埃社会主义共和国纺织工业部部长。
- 1949年2月-1952年5月，阿塞拜疆苏维埃社会主义共和国轻工业部部长。
- 1952年5月-1953年4月，占贾州州长。
- 1953年4月-10月，阿塞拜疆苏维埃社会主义共和国公共服务、住房和公共建设部部长。
- 1953年10月-1954年3月，阿塞拜疆苏维埃社会主义共和国消费品工业部长。
- 1954年3月-1958年7月，阿塞拜疆苏维埃社会主义共和国部长会议主席。
- 1958年7月-1961年，阿塞拜疆苏维埃社会主义共和国部长会议国务委员会主席，负责工矿业安全生产监督工作。
- 1961年-1965年10月，巴库市建筑局局长。
- 1965年10月-1975年6月，阿塞拜疆苏维埃社会主义共和国轻工业部部长。
- 1975年6月11日于巴库逝世，享年60岁。葬于巴库荣誉谷。

拉希莫夫是苏共20大代表；第20届中央委员；第4-5届苏联最高苏维埃民族院代表，第2,4,6-8届阿塞拜疆苏维埃社会主义共和国最高苏维埃代表。

## 荣誉
- 列宁勋章
- 红旗勋章
- 劳动红旗勋章
- 荣誉勋章